# Camastra
Camastra település Olaszországban, Szicília régióban, Agrigento megyében. Lakosainak száma 2010 fő (2023. január 1.). Camastra Licata, Naro és Palma di Montechiaro községekkel határos.

## Népesség
A település népességének változása:
| Lakosok száma | 2075 | 2036 | 2010 |
|               | 2017 | 2018 | 2023 |